# Kónkanština
Kónkanština (kónkansky कोंकणी भास, kónkaní bhás) je indoevropský jazyk, ve skupině indoíránských jazyků. Mluví se jim v tzv. kónkanské oblasti, tedy v dnešních státech Góa, Maháráštra, Karnátaka a Kérala. Zapisuje se písmem dévanágarí (Maháráštra a Góa – hinduisté), latinkou (Góa – katolíci) a kannadským písmem (Karnátaka).

## Příklady

### Číslovky
| Číslice | Kónkansky | Transliterace | Česky |
| १       | एक        | ék            | jeden |
| २       | दोन        | don           | dva   |
| ३       | तीन        | tín           | tři   |
| ४       | चार        | čár           | čtyři |
| ५       | पांच        | pánč          | pět   |
| ६       | स         | sa            | šest  |
| ७       | सात        | sát           | sedm  |
| ८       | आठ        | áth           | osm   |
| ९       | णव        | nav           | devět |
| १०      | धा         | dhá           | deset |